# Daniela Sudau

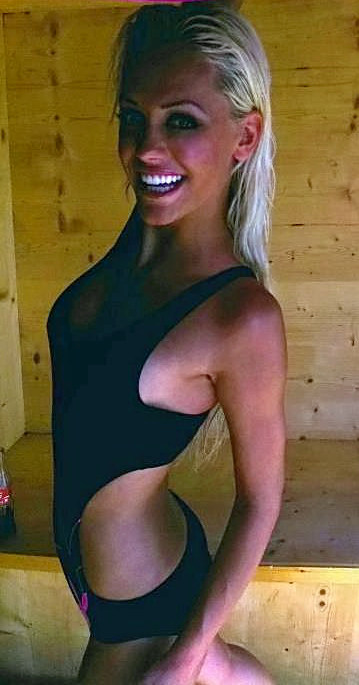
Daniela Sudau (2011)

Daniela Sudau (* 22. August 1988 in Köln) ist ein deutsches Playmate, Model und Entertainerin.

## Privates
Sudau wuchs in Erftstadt bei Köln auf und besuchte dort bis 2008 das Gymnasium in Lechenich, das sie mit der Hochschulreife abschloss. Anschließend absolvierte Sudau eine Ausbildung zur Event-Managerin in einer Kölner Künstler- und Veranstaltungsagentur und machte sich dann selbstständig. Sudau lebt in Bornheim bei Köln.

## Karriere
Sudau war Playmate des Monats November 2011. Die Leser des Magazins wählten sie einige Monate später auch zur Playmate des Jahres 2011. Aus diesem Anlass wurde Sudau für das 40-jährige Jubiläumsheft der deutschen Playboy-Ausgabe in die USA eingeladen, wo sie zusammen mit den Sängern der Rockband The BossHoss in der Wüste Nevadas in Las Vegas ein Fotoshooting absolvierte.
Zudem zierte Sudau 2012 im März-Heft das Wendecover des Playboy. Für diese Bilderstrecke wurde sie gemeinsam mit Extremsportler Joey Kelly, dem Sänger der Sportfreunde Stiller Peter Brugger, Stabhochspringer Tim Lobinger, Schauspieler Johann von Bülow, sowie den Fernsehköchen Steffen Henssler und Holger Stromberg in München fotografiert.
Als Showgirl tritt Sudau mit ihrer eigenen Burlesque-Show auf öffentlichen Veranstaltungen wie z. B. beim Ball des Sports auf.
Im Fernsehen trat Sudau im November 2011 mit der Teilnahme bei Stefan Raabs TV total Turmspringen und als Moderatorin bei dem Sender AXN auf.
Im Januar 2012 lief Sudau als Model u. a. mit Rebecca Mir, Sara Nuru und Rosanna Davison bei der Schoko Monday Night der bekannten Lambertz-Gruppe.
Im November 2012 war Sudau auf dem Cover der Programmzeitschrift TV Digital zu sehen.
2013 drehte Sudau mit Boxlegende Vitali Klitschko den Werbespot „The Winner“ für Warsteiner.
Sudau modelte für das Kochbuch der Tierschutzorganisation PETA, welches zum 20-jährigen Bestehen im März 2014 beim Rowohlt Verlag erschien.
Sudau war auf dem Playboy-Cover der Juli-Ausgabe 2014 unter dem Titel „Die Playboy Weltauswahl“ zu sehen. Es posierten verschiedene Playmates internationaler Herkunft zum Thema Fußball-Weltmeisterschaft 2014. Sudau wurde unter allen Playmates der Weltauswahl zum WM-Playmate 2014 gekürt.
2014 modelte Sudau in Saint-Tropez für das Modelabel Roberto Geissini von  Robert Geiss und Carmen Geiss.
Im Fernsehen war Sudau 2015 auf RTL Nitro, einem Sender der RTL Group, zu sehen. Gemeinsam mit RTL-Moderator Jan Köppen und Andre Schubert präsentierte Sudau in der Comedy-Sendung „Hammerzeit - die Selfmade Show“ Tipps & Tricks ums Thema Handwerken.